# Dayton Art Institute
El Dayton Art Institute (DAI) és un museu de belles arts de Dayton, Ohio, Estats Units. El Dayton Art Institute ha estat classificat com un dels deu millors museus d’art dels Estats Units per a nens. El museu també ocupa el lloc 3 de tots els museus d’art d'Amèrica del Nord en 3 de 4 factors. El 2007, l’institut d’art va registrar 303.834 visitants.

## Història
Fundat en una mansió del centre de la ciutat el 1919 amb el nom de Dayton Museum of Fine Arts, el museu es va traslladar a un edifici acabat de dissenyar pe Edward B. Green el 1930. El DAI es va modelar segons la Vil·la Farnese a Caprarola, i l'escala davantera del turó semblant a les escales del jardí del Renaixement italià a la Vil·la d'Este, a prop de Roma. També és visible i fàcilment accessible des de la I-75, que passa pel centre de Dayton.
Més tard, el museu va passar a denominar-se Dayton Art Institute com a indicació de la importància creixent de la seva escola a més del museu. Els gairebé 5.600 m² de l'edifici ja figura al Registre Nacional de Llocs Històrics.

## Informació del museu
La col·lecció del museu conté més de 20.000 objectes que abasten 5.000 anys. El setembre de 2005, el museu es va convertir en una de les onze galeries dels Estats Units que va acollir The Quest for Immortality: Treasures of Ancient Egypt, la col·lecció més gran de peces antigues que ha viatjat fora d'Egipte.
El museu d'art és un edifici d'estil renaixentista italià situat al cim d'un turó amb vista al centre de Dayton. Els aspectes més destacats de l’Institut són les col·leccions d’art asiàtic, barroc del segle XVII, nord-americà dels segles XVIII i XIX i les col·leccions d'art contemporani. A més de les seves col·leccions, el museu sovint compta amb altres exposicions.

## Obres notables
Algunes de les obres més destacades de l'Institut són:
- La cançó del rossinyol de William-Adolphe Bouguereau
- Purple Leaves[8] de Georgia O'Keeffe
- Cantata de Norman Lewis
- Sense títol[9] de Joan Mitchell
- Sea Change[10] de Helen Frankenthaler
- Sense títol[11] de Louise Nevelson
- Louise Nevelson[12] d’Alison Van Pelt
- Lost and Found[13] d’Alison Saar
- Brodats d'Uzbekistan[14] de Janet Fish
- Sawdy[15] d'Edward Kienholz
- Caps d'estudi d'un home vell de Peter Paul Rubens
- High Noon d'Edward Hopper
- Ikebana vermella Aurora amb tiges grogues brillants de Dale Chihuly
- Després del bany d'Edgar Degas
- Stacks in Celebration de Charles Sheeler
- Escena a la vall de Yosemite d'Albert Bierstadt
- Al·legoria de les quatre estacions de Bartolomeo Manfredi
- Nenúfars de Claude Monet
- American Indian Series (Russell Means) d'Andy Warhol
- Homenatge a la pintura de Roy Lichtenstein
- Shimmering Madness de Sandy Skoglund[16]

## Galeria

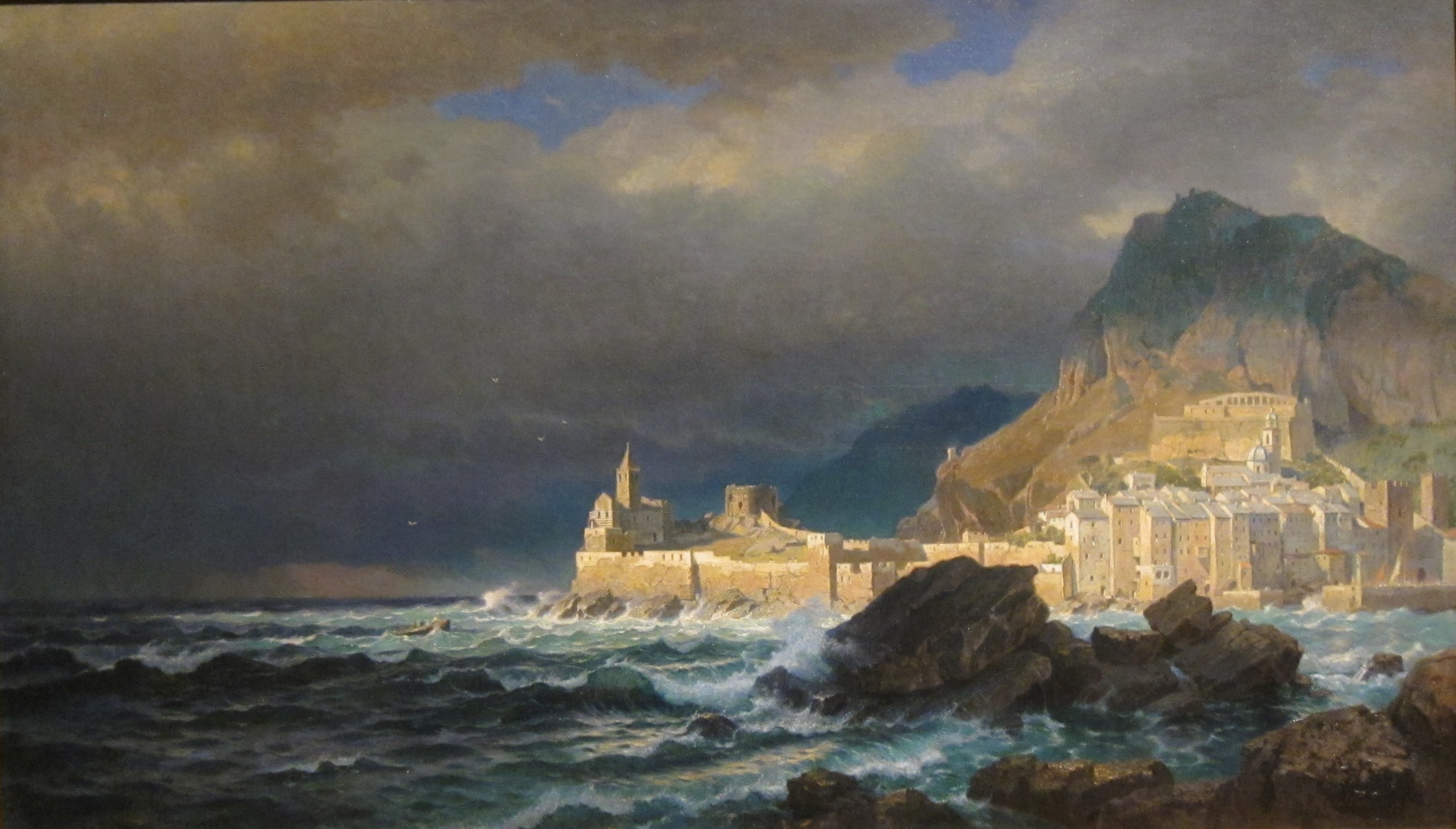
Porto Venere de William Stanley Haseltine 1878
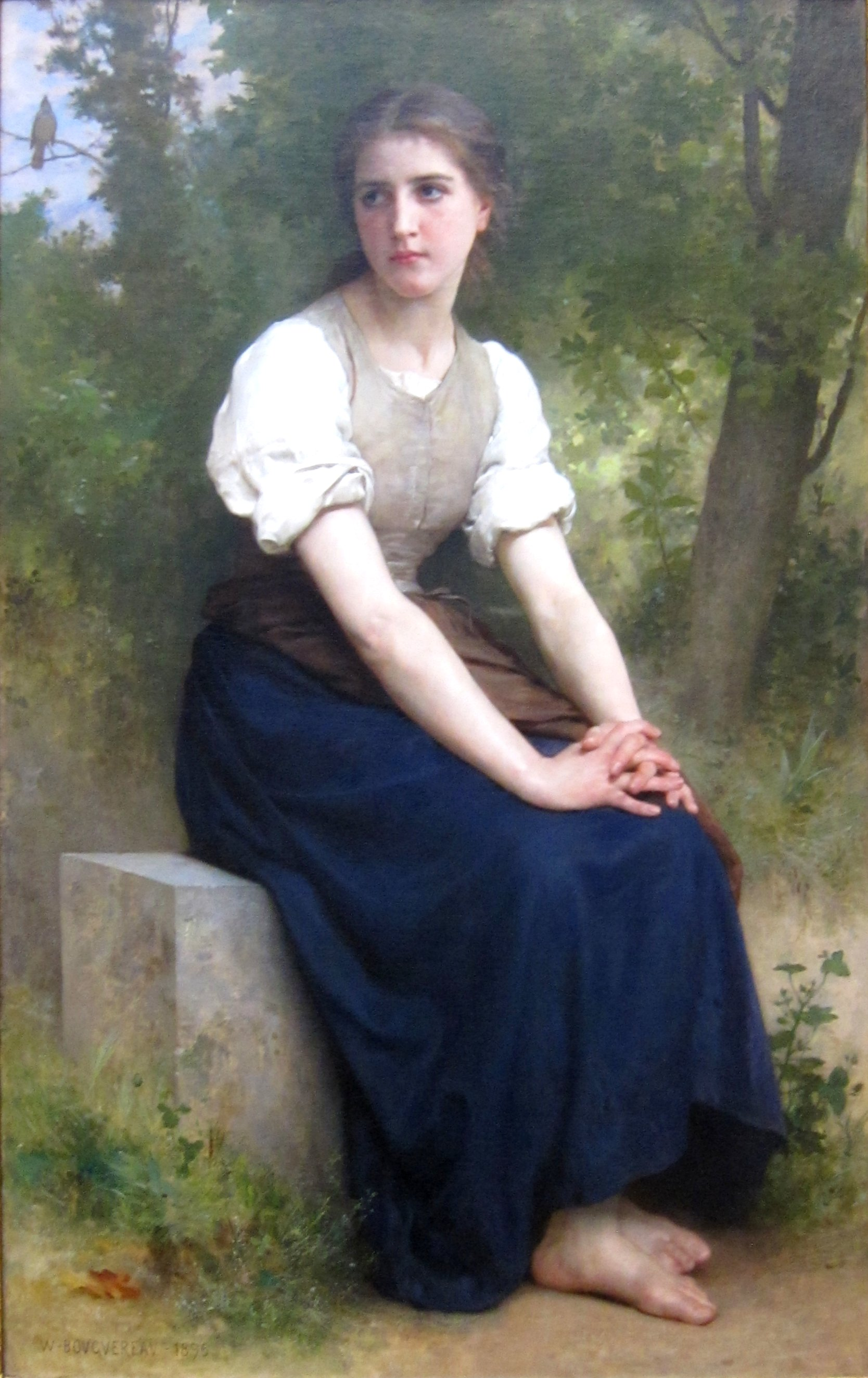
La cançó del rossinyol de William-Adolphe Bouguereau
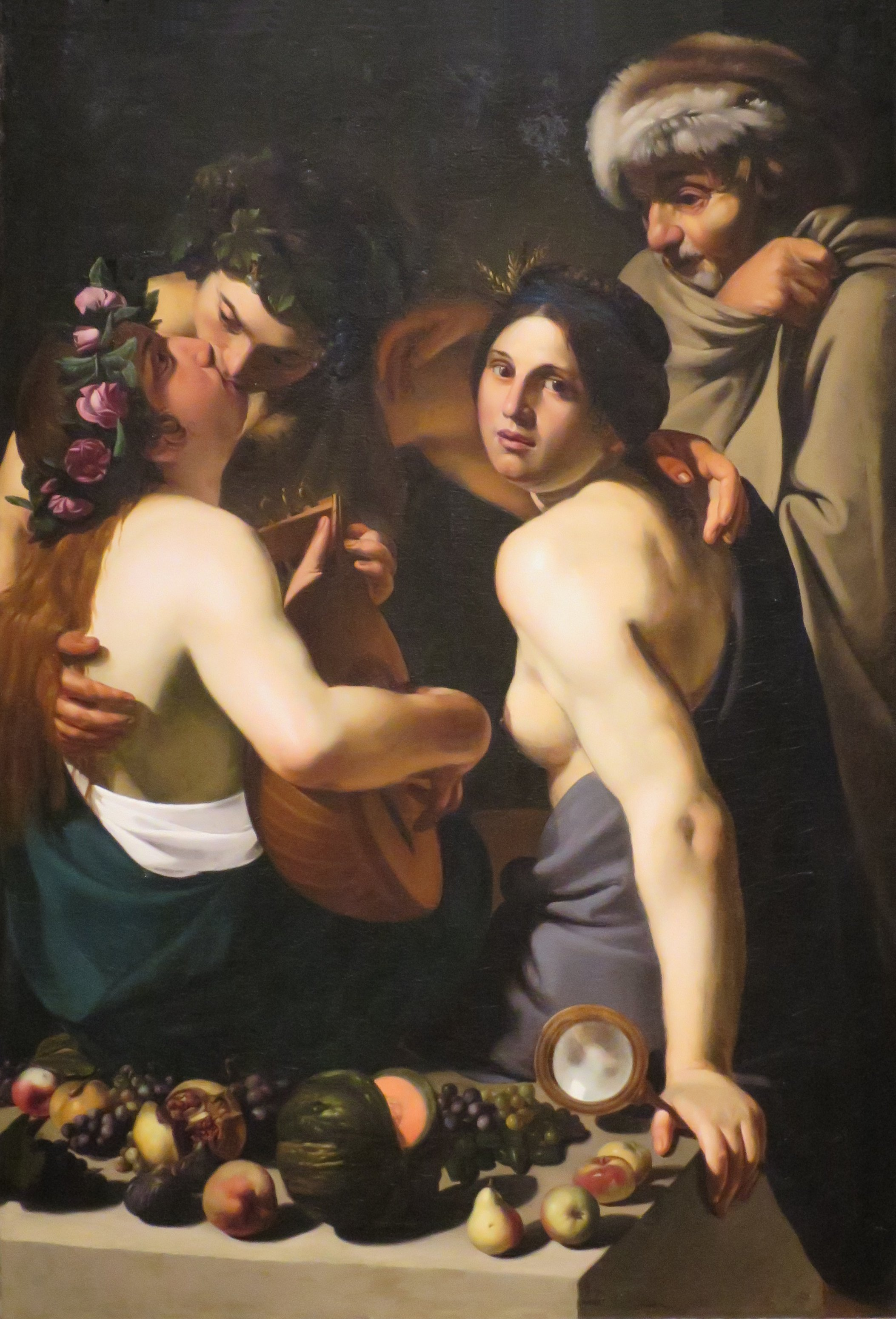
Al·legoria de les Quatre Estacions de Bartolomeo Manfredi
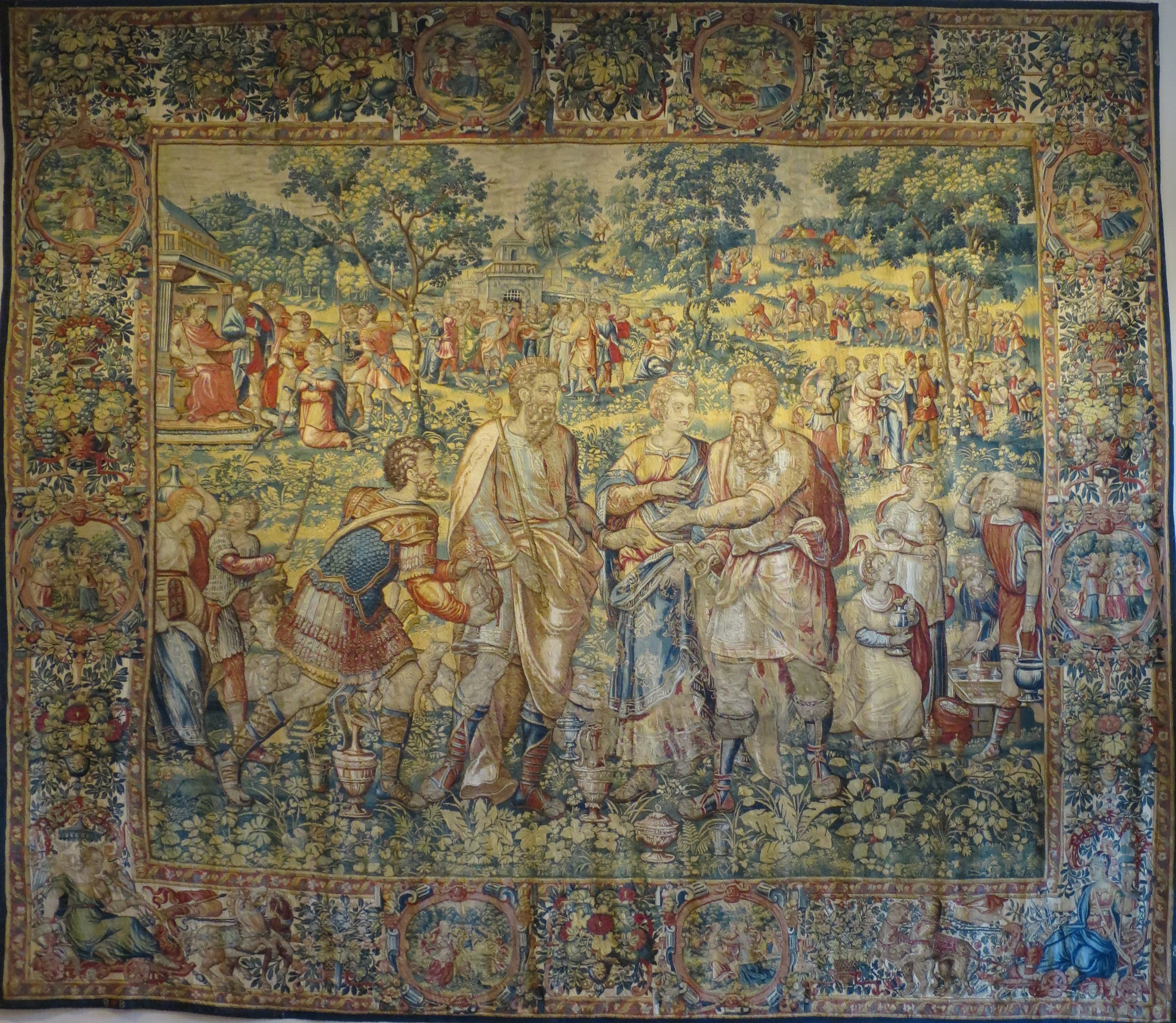
El rei Abimelec restaura a Sarah el seu marit, Abraham, el tapís flamenc de Frans Geubels
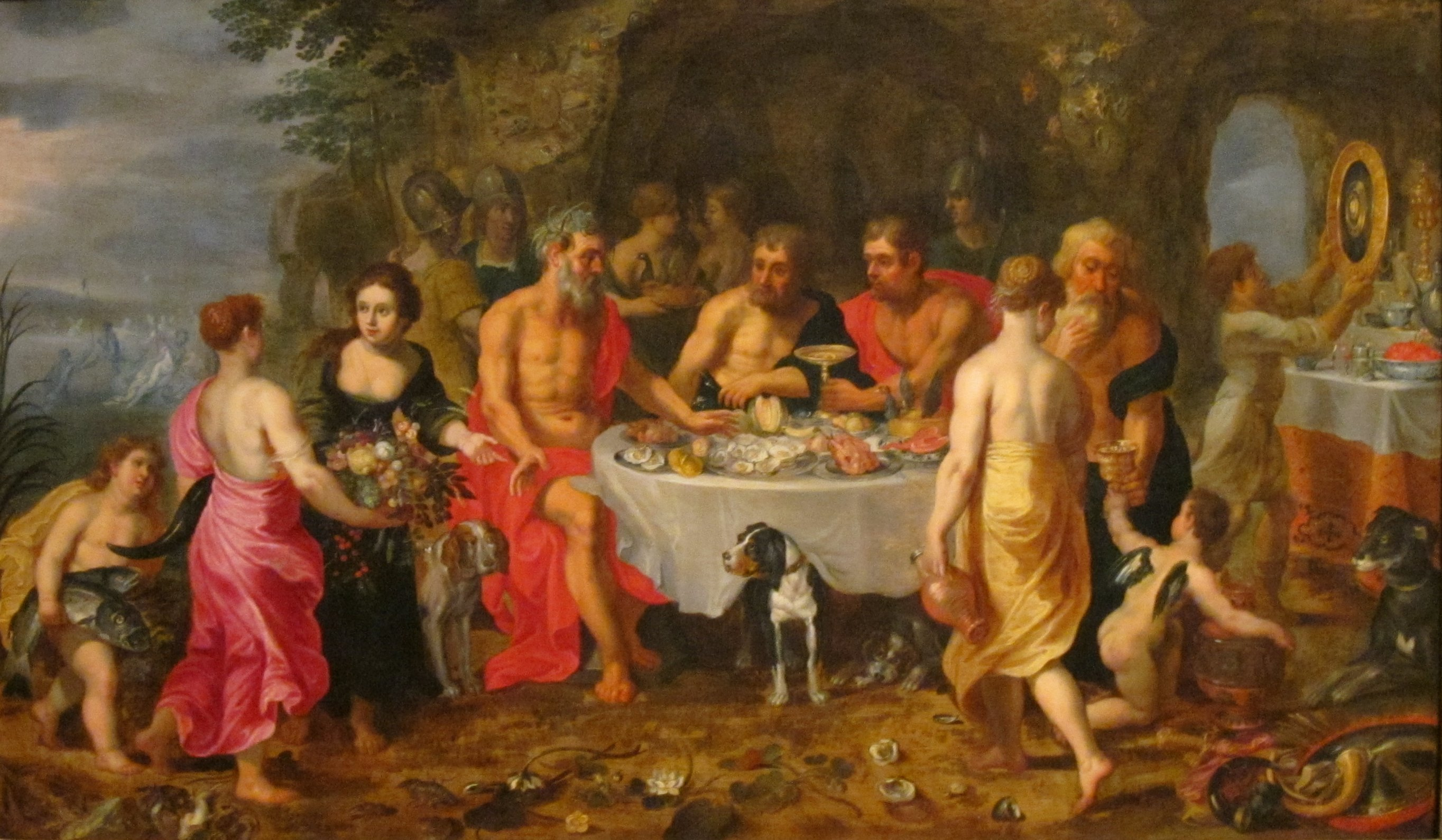
La festa d’Achelous de Jan Brueghel el Jove i Hendrick van Balen
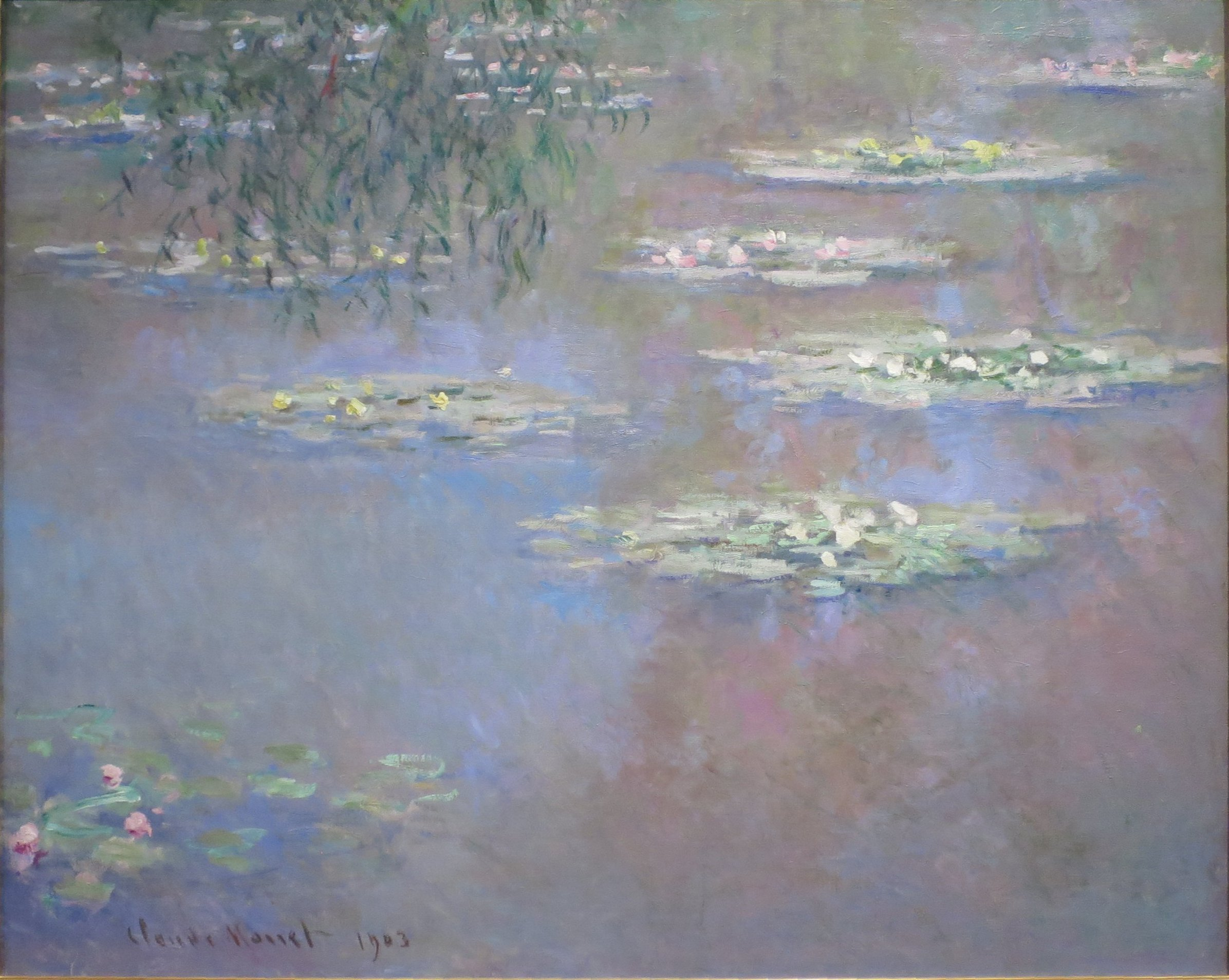
Nenúfars de Claude Monet
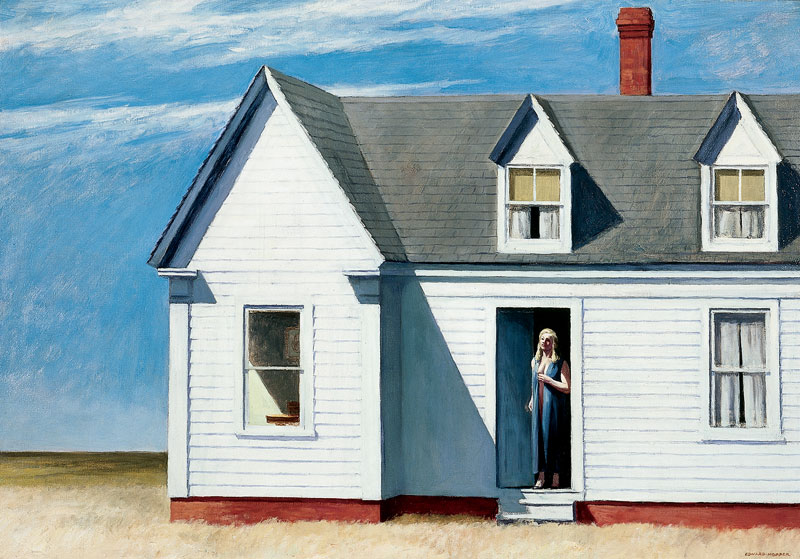
High Noon d'Edward Hopper